# Microseris heterocarpa
Microseris heterocarpa là một loài thực vật có hoa trong họ Cúc. Loài này được (Nutt.) K.L.Chambers mô tả khoa học đầu tiên năm 1955.